# إكس يو
إكس يو (X you) هي أغنية من نوع هاوس، قام بإنتاجها، دي جي وريمكسر السويدي أفيتشي، وصدر لأول مرة في 26 فبراير 2013.

## الترتيب
| Chart (2013)                             | Peak position |
| ---------------------------------------- | ------------- |
| Belgium (أولتراتوب Flanders)             | 34            |
| Netherlands (Mega Single Top 100)        | 83            |
| Sweden (سويرجتوبليستان)                  | 19            |
| UK Singles (The Official Charts Company) | 47            |
| UK Dance (The Official Charts Company)   | 9             |